# Michel Wolter
Pour les articles homonymes, voir Wolter.
 (mai 2017).
Michel Wolter, né le 13 septembre 1962 à Luxembourg-Ville (Luxembourg), est un économiste et homme politique luxembourgeois, membre du Parti populaire chrétien-social (CSV). 
Michel Wolter est bourgmestre de la commune fusionnée de Käerjeng (depuis 2012), député (de 1984 à 1995 et depuis 2004) et ancien ministre (1995-2004).
Résident de Bascharage, il est marié et père de trois enfants.

## Biographie

### Études et formations
Il a grandi à Esch-sur-Alzette, deuxième ville du pays. Après ses études primaires à Esch il a poursuivi ses études secondaires à Echternach et Esch. De 1981 à 1985 il a effectué des études universitaires à Paris à l'Université de Paris I, Panthéon-Sorbonne. Il a terminé ses études avec une maîtrise en sciences économiques, mention économie internationale.
Wolter a été joueur international de tennis de table de 1980 à 1984 et président de la Fédération luxembourgeoise de Tennis (FLT) de 1987 à 1994.

### Carrière politique
Wolter a été élu en 1984 à la Chambre des députés sur la liste du 
Parti chrétien social (CSV). Âgé de 21 ans à l'époque, il est à ce jour le plus jeune député jamais élu dans l'histoire du pays. Il a été directement réélu en 1989, 1994, 1999 (ne siège pas), 2004, 2009, 2013, 2018 et 2023.
Entre 1985 et 1990 Wolter a été président de la CSJ, l'organisation de jeunesse de son parti. De janvier 1988 à juillet 1992 il a siégé au conseil communal d'Esch-sur-Alzette et après avoir changé de domicile de janvier 1994 à janvier 1995 au conseil communal de Bascharage.
Le 26 janvier 1995 Wolter a été nommé ministre de l'Intérieur, de la Fonction publique et de la réforme administrative dans le premier gouvernement formé par Jean-Claude Juncker.
Après les élections législatives du 13 juin 1999 il a été reconduit comme ministre de l'Intérieur avec des compétences étendues dans les domaines de l'aménagement du territoire, de la police et de la réforme administrative.
Après les élections législatives du 13 juin 2004, Wolter quitte à sa demande le gouvernement pour devenir président du groupe parlementaire de son parti à la Chambre des députés. Il occupe ce poste jusqu'aux élections législatives de 2009.
Wolter a été président du Parti chrétien social (CSV) de novembre 2009 à avril 2014. 
Depuis janvier 2006 Wolter siège de nouveau au conseil communal de Bascharage. Il est devenu bourgmestre de la commune le 4 janvier 2010. Il a été reconduit dans cette fonction à l'issue des élections communales de 2011 et 2017.
Professionnellement, Wolter a été impliqué entre 1986 et 1995 successivement dans les domaines de la gestion de sociétés de réassurance captive, de la gestion fiduciaire et de la réassurance professionnelle. Depuis fin 2006 il siège dans divers conseils d'administration de sociétés luxembourgeoises.

## Détail des mandats et fonctions

### Membre de la Chambre des Députés
- Député depuis le 13/11/2013
- Député du 08/07/2009 au 06/10/2013
- Député du 03/08/2004 au 07/06/2009
- Député du 18/07/1994 au 25/01/1995
- Député du 18/07/1989 au 05/06/1994
- Député du 16/07/1984 au 12/06/1989

### Fonctions
- Membre du Parti chrétien social depuis 1980
- Président du Parti chrétien social depuis le 14/11/2009
- Membre du Bureau du groupe politique chrétien-social depuis le 28/07/2009
- Membre du Bureau depuis le 05/12/2013
- Membre de la Commission des Finances et du Budget depuis le 05/12/2013
- Membre effectif de la Délégation luxembourgeoise auprès de l'Assemblée parlementaire de la Francophonie (APF) (Trésorier de l'APF) depuis le 21/01/2014
- Membre effectif de la Délégation auprès de l'Union Interparlementaire (UIP) depuis le 21/01/2014

### Fonctions antérieures
- Membre de la Commission du Contrôle de l'exécution budgétaire du 05/12/2013 au 03/11/2014
- Vice-Président du Bureau sortant 2013 du 07/10/2013 au 12/11/2013
- Membre de la Commission de l'Enseignement supérieur, de la Recherche, des Médias, des Communications et de l'Espace du 16/11/2011 au 06/12/2011
- Membre du Groupe de Travail "Conférence des Présidents des Commissions permanentes" du 17/03/2011 au 06/10/2013
- Membre effectif de l'Délégation auprès de l'Union Interparlementaire (UIP) du 28/07/2009 au 06/10/2013
- Membre effectif de la Délégation luxembourgeoise auprès de l'Assemblée parlementaire de la Francophonie (APF) (Trésorier international) du 28/07/2009 au 06/10/2013
- Président de la Commission des Finances et du Budget du 28/07/2009 au 06/10/2013
- Vice-Président du Bureau du 28/07/2009 au 06/10/2013
- Vice-Président de la Commission du Contrôle de l'exécution budgétaire du 28/07/2009 au 16/11/2011
- Membre de la Commission des Affaires étrangères et européennes, de la Défense, de la Coopération et de l'Immigration (pour le volet Affaires étrangères et européennes, Coopération et Immigration) du 28/07/2009 au 16/11/2011
- Membre de la Conférence des Présidents sortante 2009 (sortant) du 08/06/2009 au 28/07/2009
- Membre du Bureau sortant 2009 du 08/06/2009 au 08/07/2009
- Membre de la Commission spéciale "Crise économique et financière" du 11/12/2008 au 26/03/2009
- Vice-Président de la Commission du Contrôle de l'exécution budgétaire du 05/07/2007 au 07/06/2009
- Membre effectif de la Délégation luxembourgeoise auprès de l'Assemblée parlementaire de la Francophonie (APF) du 03/08/2004 au 07/06/2009
- Président de la Commission spéciale "Tripartite" du 24/10/2006 au 20/12/2006
- Président de la Commission spéciale "Réorganisation territoriale du Luxembourg" du 19/01/2005 au 03/07/2008
- Membre de la Commission de Contrôle parlementaire du Service de Renseignement de l'Etat du 18/04/2005 au 07/06/2009
- Membre de la Commission du Travail et de l'Emploi du 03/08/2004 au 10/10/2006
- Membre de la Commission des Transports du 10/10/2006 au 07/06/2009
- Membre de la Commission des Finances et du Budget du 03/08/2004 au 07/06/2009
- Membre de la Commission du Règlement du 03/08/2004 au 07/06/2009
- Vice-Président de la Commission du Contrôle de l'exécution budgétaire et des Comptes du 03/08/2004 au 05/07/2007
- Membre de la Conférence des Présidents du 03/08/2004 au 07/06/2009
- Membre du Bureau du 03/08/2004 au 07/06/2009
- Président du Groupe politique CSV du 31/07/2004 au 22/07/2009
- Ministre de l'Intérieur du 07/08/1999 au 30/07/2004
- Ministre de la Fonction publique et de la Réforme administrative du 26/01/1995 au 06/08/1999
- Ministre de l'Intérieur du 26/01/1995 au 06/08/1999

### Mandats communaux et professions
- Bourgmestre, Commune de Bascharage depuis le 01/01/2010
- Economiste, détenteur d'une maîtrise en sciences économiques à l'Université de Paris I - Panthéon / Sorbonne
- Conseiller communal, Commune de Bascharage depuis le 16/11/2005
- Conseiller communal, Commune de Bascharage du 01/01/1994 au 25/01/1995
- Conseiller communal, Ville d'Esch-sur-Alzette du 01/01/1998 au 22/08/2002